# ヨコハマHeadlight
「ヨコハマHeadlight」（ヨコハマ ヘッドライト）は、1984年10月21日にリリースされた岩崎良美の19枚目のシングル。発売元はキャニオンレコード。

## 概要
本シングルの作詞・作曲も、3作連続となる康珍化、林哲司が手掛けている。
表題曲「ヨコハマHeadlight」はオリジナル・アルバム未収録曲。B面曲「10月のフォト・メール」はアルバム『Wardrobe』からのシングルカットとなっている。

## 収録曲
2曲共に、作詞：康珍化 / 作曲・編曲：林哲司
1. ヨコハマHeadlight（4:19）
2. 10月のフォト・メール（5:06）